# Goryczuszka lodnikowa
Goryczuszka lodnikowa, goryczka lodnikowa (Comastoma tenellum (Rottb.) Börner = Gentianella tenella Rottb.) – gatunek rośliny z rodziny goryczkowatych

## Rozmieszczenie geograficzne
Jest gatunkiem arktyczno-alpejskim, występującym tylko na obszarach o zimnym klimacie: Grenlandia, arktyczne obszary półkuli północnej oraz góry Azji Środkowej, Ameryki Północnej i Europy (Pireneje, Alpy, Karpaty).  W Polsce występuje tylko w Tatrach i to na niewielu stanowiskach: Wielki Kopieniec, Chuda Turnia, Stare Kościeliska, Przełęcz między Kopami, Mała Koszysta, Krzesanica, Kopa Magury i Żleb pod Czerwienicą, Hala Królowa Wyżnia, Gładkie pomiędzy Kopą Magury i Jaworzyńskimi Turniami, Zawrat Kasprowy. Większość tych stanowisk znajduje się więc w Tatrach Zachodnich. Najniżej położone jest stanowisko na polanie Stare Kościeliska (972 m n.p.m.), najwyżej na Krzesanicy (2123 m n.p.m.)

## Morfologia
PokrójDrobna i delikatna roślinka o wysokości do 15 cm i cienkim, nitkowatym korzeniu.
ŁodygaWzniesiona, cienka, czterokanciasta, u samej nasady rozgałęziona. Jest ulistniona tylko dołem.
LiścieLiście różyczkowe podługowatojajowate, liście łodygowe lancetowate, krótsze od różyczkowych.
Kwiaty4-krotne o długości 5-15 mm. Mają fioletową lub bladoniebieską i rurkowatą koronę i zielony, rozcięty niemal do połowy długości kielich. Pręciki do połowy zrośnięte z rurką słupka.
OwocTorebka z licznymi, drobno punktowanymi nasionami.

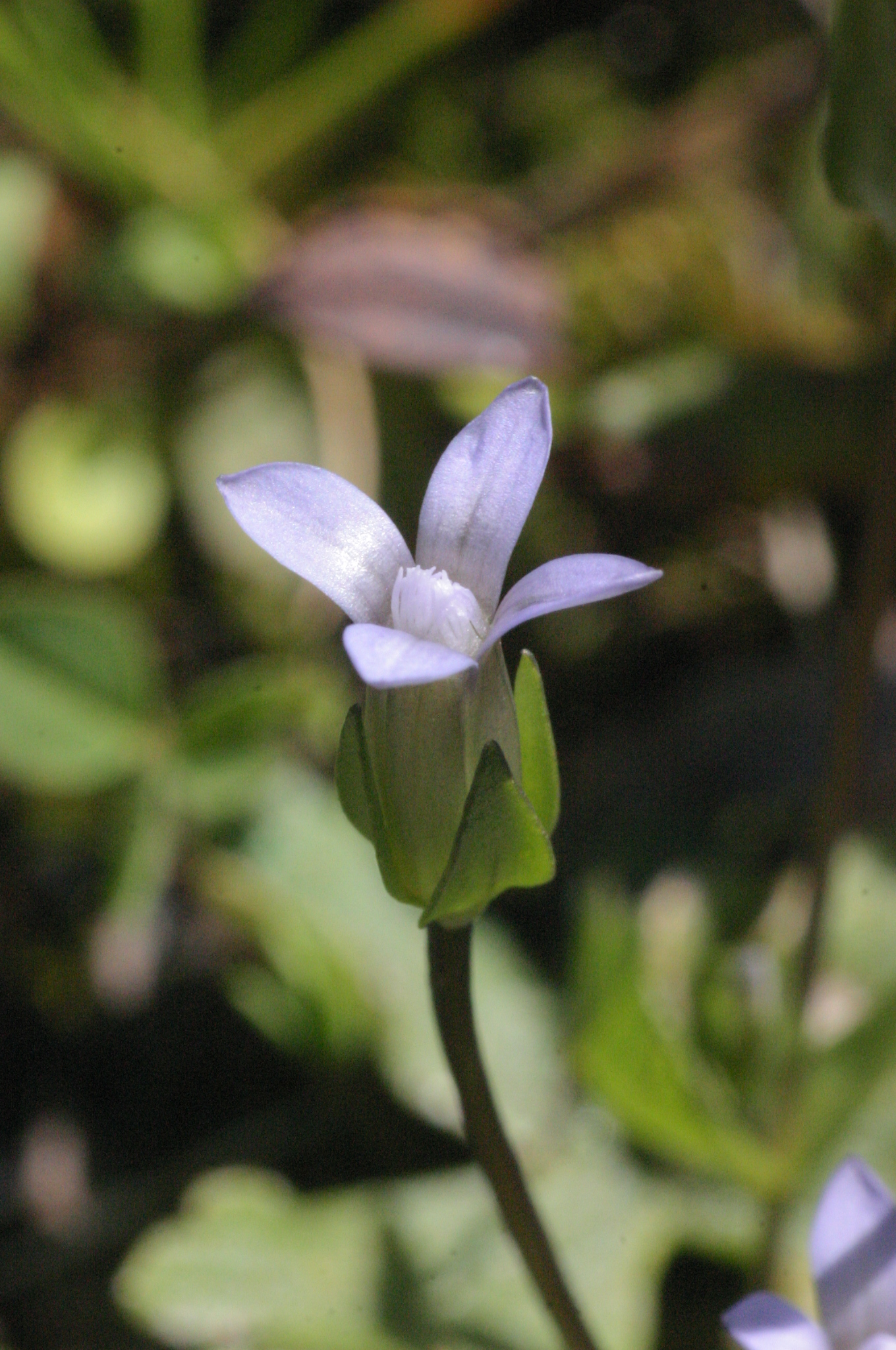
Kwiaty
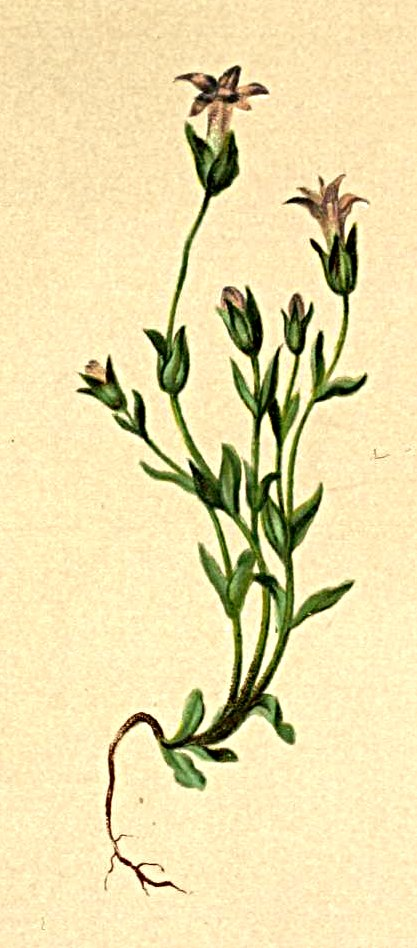
Morfologia
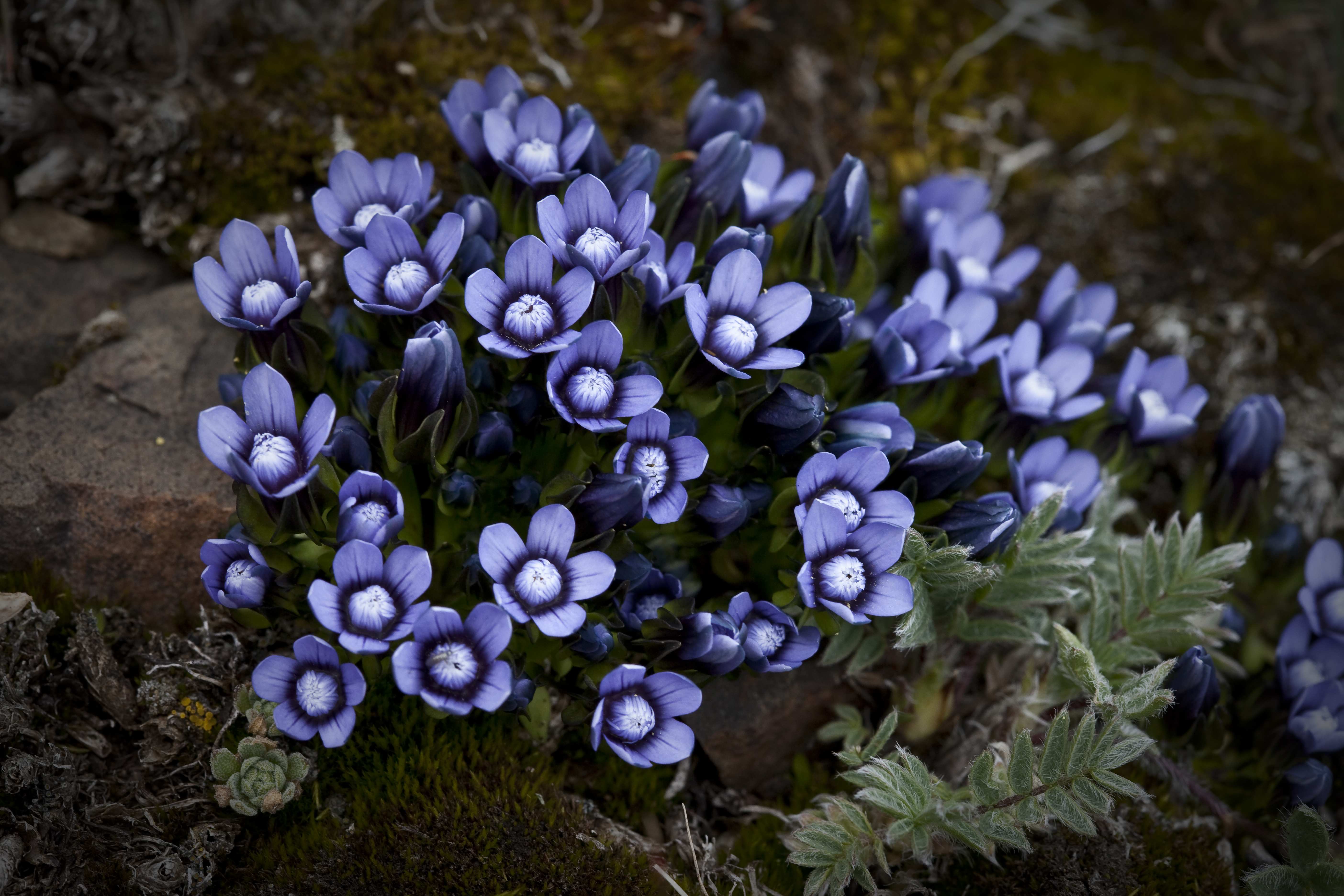
G. tenella w parku narodowym w USA
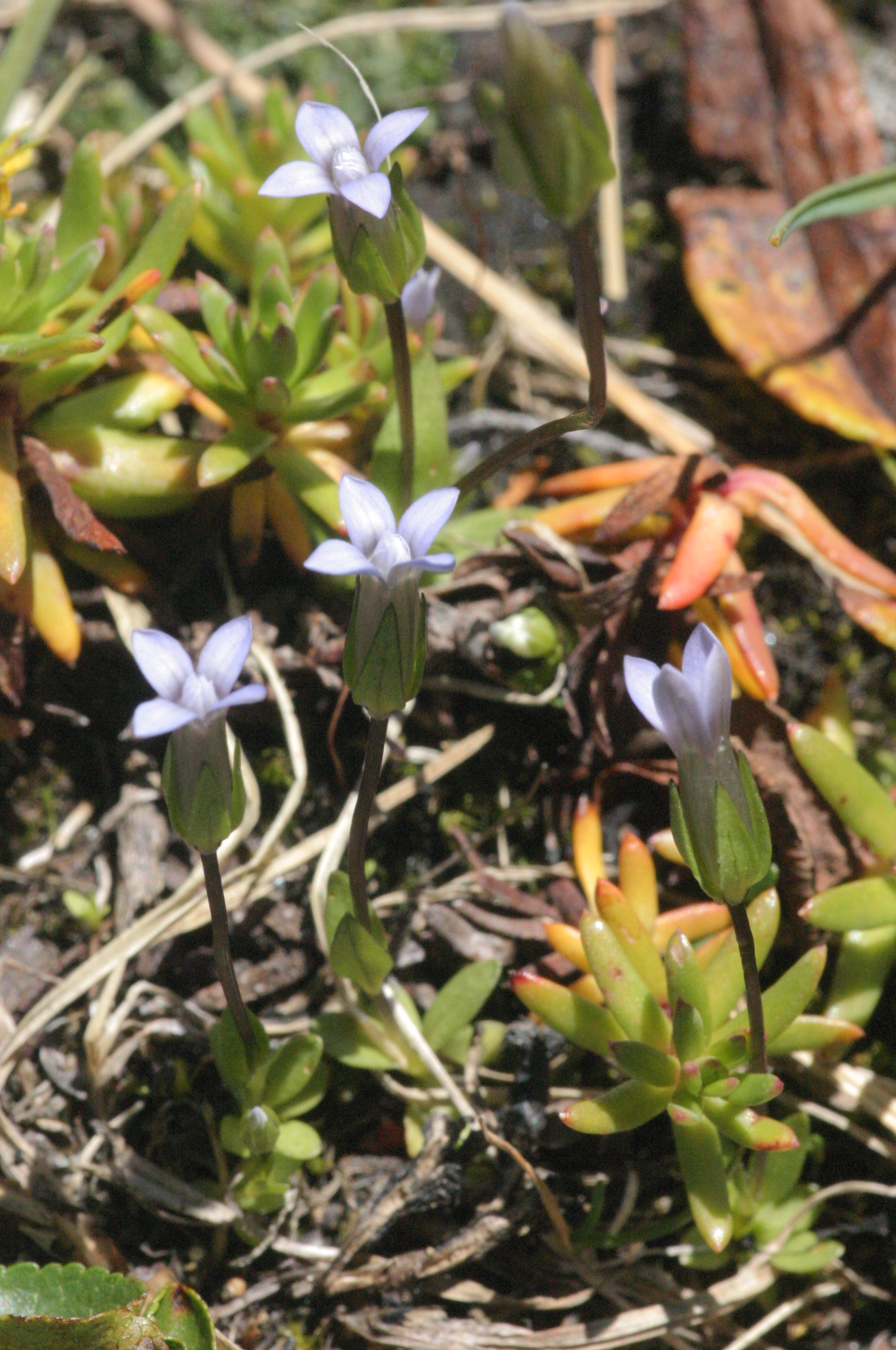
Pokrój

## Biologia i ekologia
Roślina jednoroczna. Kwitnie od lipca do sierpnia. Rośnie na wysokogórskich murawach, na miejscach dobrze nasłonecznionych, na glebach o odczynie od lekko kwaśnego do zasadowego. Liczba chromosomów 2n = 10.

## Zagrożenia i ochrona
Gatunek objęty w Polsce ścisłą ochroną. Roślina umieszczona na Czerwonej liście roślin i grzybów Polski (2006) w grupie gatunków rzadkich (kategoria zagrożenia: R). W wydaniu z 2016 roku otrzymała kategorię EN (zagrożony).
Znajduje się także w Polskiej Czerwonej Księdze Roślin w kategorii EN (zagrożony). Według klasyfikacji IUCN jest narażona na wyginięcie w Karpatach polskich. Mimo że podlega ochronie gatunkowej i rośnie na chronionym obszarze Tatrzańskiego Parku Narodowego, jednakże zagrożona jest wymarciem z powodu nielicznych stanowisk i małej liczby osobników na tych stanowiskach.